# Engjëll
Engjëll est un prénom masculin albanais pouvant désigner :

## Prénom
- Engjëll Berisha (en) (1926-2010), peintre kosovar
- Engjëll Cara (en) (né en 1965), homme politique albanais
- Engjëll Dakli (sq), homme politique municipal albanais
- Engjëll Ndocaj (sq) (né en 1953), journaliste et documentariste albanais
- Ëngjëll Radoja (sq) (1820-1880), prêtre catholique albanais
- Engjëll Sedaj (sq) (né en 1943), homme politique albanais
- Engjell Muhedin Shehu (sq) (né en 1962), agronome et écrivain albanais